# Liste de saints chrétiens d'Afrique du Nord
Le christianisme occidental latin est né en Afrique du Nord au sein des multiples villes prospères des provinces de l'Afrique romaine, ou vivait une élite cultivée, formée le plus souvent de Berbères latinisés. Comme les Églises des grandes métropoles orientales, celle de Carthage aura particulièrement illustré les premiers siècles du christianisme. Sans doute même fut-elle la plus marquante des chrétientés d'Occident.
C'est d'abord par ses martyrs que cette Église tient une place majeure dans l'histoire du christianisme. C'est grâce aussi à sa tradition conciliaire, facteur de cohésion dans le collège épicospale et entre des communautés implantées des rivages méditerranéens aux marges du Sahara. C'est grâce enfin à ses représentants, les plus éminents de ce temps, Tertullien, Cyprien de Carthage, Augustin d'Hippone. Unanimes les Églises chrétiennes se réclament toujours de ces Africains.

## Saints duIIesiècle
- Martyrs scillitains (Scillium est l'actuelle ville de Kasserine), le 17 juillet 180. Sept hommes : Spératus, Nartzalus, Cittinus, Veturius, Felix, Aquilinus, Laetantius et cinq femmes : Januaria, Generosa, Vestia, Donata, Secunda[3].
- Victor (IIIe siècle), martyr (cité par saint Augustin).

## Saints duIIIesiècle
- Perpétue († 203), Félicité († 203), et compagnons,
- Guddene († 203), ou Guddène ou Guddénis, vierge et martyre à Carthage sous Septime Sévère[4].
- Celerina[5], Egnatus, Laurentianus et Celerinus (?-250)[6],[7]
- Cyprien de Carthage (200-258)
- Paul de Thèbes (227-345) premier ermite
- Martyrs de Sigum (257)
- Jacques de Lambèse, Marien de Lambèse et compagnons (259)[8]
- Nemesianus ou Némèse (?-257)[9], à Sigum), évêque de Thubuna (Numidie), et ses 8 compagnons Dativus, Félix, Félix, Iader, Litteus, Lucius, Polyanus, Victor,
- Maximilien de Théveste (274-295)
- Marcel de Tanger († 298)[10]

La tradition se souvient également de Sainte Guddénis (203) et des saints Caste (250), Émile (250), Successus (249), Paul (249), Luciu (249), Théogène (257), Célerin (280) et compagnons, Montanus (280), Prime (280), Félicien (280), Libérat (Utique, 258 ou 303), Quadratus (Utique, 280).
- Crispine de Thagare (?-304),

## Saints duIVesiècle
- Antoine le Grand ou Antoine d'Égypte, né en Égypte, (252-356),
- Marcienne de Maurétanie[12] (?-v. 303),
- Miltiade (?-314),
- Optat de Milève (?-390 ?),
- Monique (331-387)
- Saint Marcellin d'Embrun (?-374), Saint Vincent de Digne (?-380) [13]et Saint Domnin de Digne (?-379), qui évangélisèrent la Provence
- Saint Romain de Blaye (335-380)[14], prêtre d’Afrique du Nord, qui a évangélisé la ville de Blaye,

La tradition se souvient également des saintes Maxime, Donatille et Seconde (Thuburbo de Lucernaria, 304) et des saints Optat (350), Miltiade ou Melchiade (314), Martyrs d'Abitère (303), Catulin (Carthage, 303), Félix (Carthage, 303), Agilée (Carthage, 313)…

## Saints duVesiècle
- Nilammon (?-404)
- Augustin d'Hippone (354-430)
- Possidius de Calame (365-437)
- Gélase Ier (?-492)
- Deogratias de Carthage (?-457)
- Marcellin de Carthage (?-413)
- Alypius de Thagaste (360-430)
- Arsène de Scété (354-449)
- Quodvultdeus de Carthage (390-454)
- Eugène de Carthage (450-505)
- Vindemial de Carthage (?-?)[15]
- Julie de Corse (?-?)
- Gaudiose de Naples (?-455)[16],[17], il fuit Abitinie en Tunisie à cause de la persécution des Vandales, sous le règne de Geiseric, pour s'exiler à Naples, et y achève sa vie dans un monastère qu'il y a fondé.
- Octavien (?-484), archidiacre martyr à Carthage[18]
- Victorien (?-484), proconsul de Carthage mort en martyr[19]

La tradition se souvient également des saints Papinien, Hortulan, Florentin, Hubain (et six autres martyrs) (430-431), Valérien (457), Déogratias (458), Aurèle (Carthage, 427), Possidius (430), Archimius, Armogaste et Saturus (462), Saints Martyrs de Gafsa (484), Donatien, Praesidius, Mansuet, Germain, Fusculus et Laetus (482-484), et des 4996 martyrs africains de 483, dont Cyprien et Félix…

## Saints duVIesiècle,VIIesiècleetVIIIesiècle
- Fulgence de Ruspe (462-533)
- Adrien de Cantorbéry (?-710)

La tradition se souvient également de saint Libosus (528) et de nombreux saints africains sans date : Rogatien, Crispine, Salvius, Térence, Maxime…

## Saint duXXesiècle
- Charles de Foucauld (1858-1916) canonisé le 15 mai 2022[20]